# Pembrokeshire
Pembrokeshire (en galés: Sir Benfro) es una autoridad unitaria del país de Gales, al suroeste del Reino Unido.
Al oriente limita con los condados de Ceredigion y Carmarthenshire. Al norte y al occidente se encuentra bañado por el mar de Irlanda y al sur por el Celta. Es conocido por sus playas y el Pembrokeshire Coast Path (Camino de la costa de Pembrokeshire).
Sus principales localidades son Haverfordwest, Milford Haven y Pembroke, donde se encuentra su notable Castillo.
El lugar fue usado para el rodaje de la octava entrega de la serie cinematográfica de Harry Potter, como El Refugio de Bill Weasley y Fleur Delacour.

## Localidades
- Begelly
- Brawdy
- Broad Haven
- Cilgerran
- Clunderwen (Clunderwen)
- Cosheston
- Crundale
- Crymych
- Dinas Cross
- Fishguard
- Goodwick
- Haverfordwest
- Hill Mountain
- Hook
- Jameston
- Johnston
- Kilgetty
- Lamphey
- Letterston
- Llandissilio
- Llangwm
- Maenclochog
- Milford Haven
- Narberth
- New Hedges
- Newport
- Neyland
- Pembroke
- Pembroke Dock
- Penally
- Pentlepoir
- Rosemarket
- Sageston
- Saundersfoot
- Solva
- Spittal
- St Davids
- St Dogmaels
- Stepaside
- St Florence
- Templeton
- Tenby